# Brit Awards 1977
De BRIT Awards 1977 of The BRITs 1977 was het programma waarbij de eerste Brit Awards, destijds nog de British Record Industry Britannia Centenary Awards geheten, werden uitgereikt. Het werd gepresenteerd door Michael Aspel met assistentie van schrijver-komiek Barry Cryer. De show vond plaats op maandagavond 18 oktober 1977 in het Wembley Conference Centre in Londen en werd rechtstreeks uitgezonden door Thames Television. De organisatie van het programma kostte vijfentwintigduizend pond.
De winnaars (in onderstaande tabel vetgedrukt) werden verkozen door leden van de British Phonographic Industry. Tweeënveertig van de vijfentachtig stemgerechtigden brachten hun stem uit. The BRITs 1977 werden georganiseerd naar aanleiding van het zilveren jubileum van de Britse koningin Elizabeth II. Voor deze editie werd de beste muziek van de voorgaande vijfentwintig jaar uitgekozen. Vanaf de eerstvolgende editie (The BRITs 1982) werd het programma jaarlijks georganiseerd en stond enkel de muziek van het desbetreffende jaar centraal.

## Optredens
- Cliff Richard - "Miss You Nights"
- George Martin - "Hard Days Night"
- Julie Covington - "Only Women Bleed"
- Procol Harum - "A Whiter Shade of Pale"
- Simon & Garfunkel - "Old Friends"

## Prijzen
| Beste Britse vrouwelijke nieuwkomer (Best British Female Newcomer)                              | Beste Britse mannelijke nieuwkomer (Best British Male Newcomer)                              |
| ----------------------------------------------------------------------------------------------- | -------------------------------------------------------------------------------------------- |
| - Julie Covington - Bonnie Tyler                                                                | - Graham Parker - Heatwave                                                                   |
| Beste Britse mannelijke artiest (Best British Male)                                             | Beste Britse producent (Best British Producer)                                               |
| - Cliff Richard - Elton John - Rod Stewart - Tom Jones                                          | - George Martin - Glyn Johns - Gus Dudgeon - Mickie Most                                     |
| Uitzonderlijke bijdrage (Outstanding Contribution)                                              | Beste Britse single (Best British Single)                                                    |
| - L.G. Wood - The Beatles                                                                       | - Procol Harum - "A Whiter Shade of Pale" - Queen - "Bohemian Rhapsody" - 10cc - The Beatles |
| Beste Britse vrouwelijke artieste (Best British Female)                                         | Beste Britse groep (Best British Group)                                                      |
| - Shirley Bassey - Cleo Laine - Dusty Springfield - Petula Clark                                | - The Beatles - Pink Floyd - The Rolling Stones - The Who                                    |
| Beste Britse album (Best British Album)                                                         | Beste internationale popalbum (Best International Pop Album)                                 |
| - The Beatles - Sgt. Pepper's Lonely Hearts Club Band - Elton John - Mike Oldfield - Pink Floyd | - Simon & Garfunkel - Bridge over Troubled Water - ABBA - Carole King - Stevie Wonder        |
| Beste internationale popsingle (Best International Pop Single)                                  | Beste klassieke opname (Best Classical Recording)                                            |
| - Elvis Presley - Frank Sinatra - Ike & Tina Turner - Simon & Garfunkel                         | - Janet Baker - John Williams                                                                |
| Beste orkestrale album (Best Orchestral Album)                                                  | Beste Britse nieuwkomer (Best British Newcomer)                                              |
| - Otto Klemperer - Oliver Knussen - Sir Georg Solti - Sir Adrian Boult                          | - Monty Python - Richard Burton & cast - Tony Hancock                                        |